# The Cat in the Hat (attractie)
The Cat In The Hat (Nederlands: De kat met de hoed) is een darkride in het Amerikaanse attractiepark Island of Adventure. De attractie opende 28 mei 1999 tegelijk met de rest van het park in het themagebied Seuss Landing.
Tijdens de rit volgen de voertuigen een bochtig traject langs diverse scènes waarin voorwerpen en personages uit het verhaal de De kat met de hoed staan opgesteld.
De uitgang van de attractie eindigt in een souvenirwinkel waar diverse merchandise van De kat met de hoed verkocht worden.

## Afbeeldingen

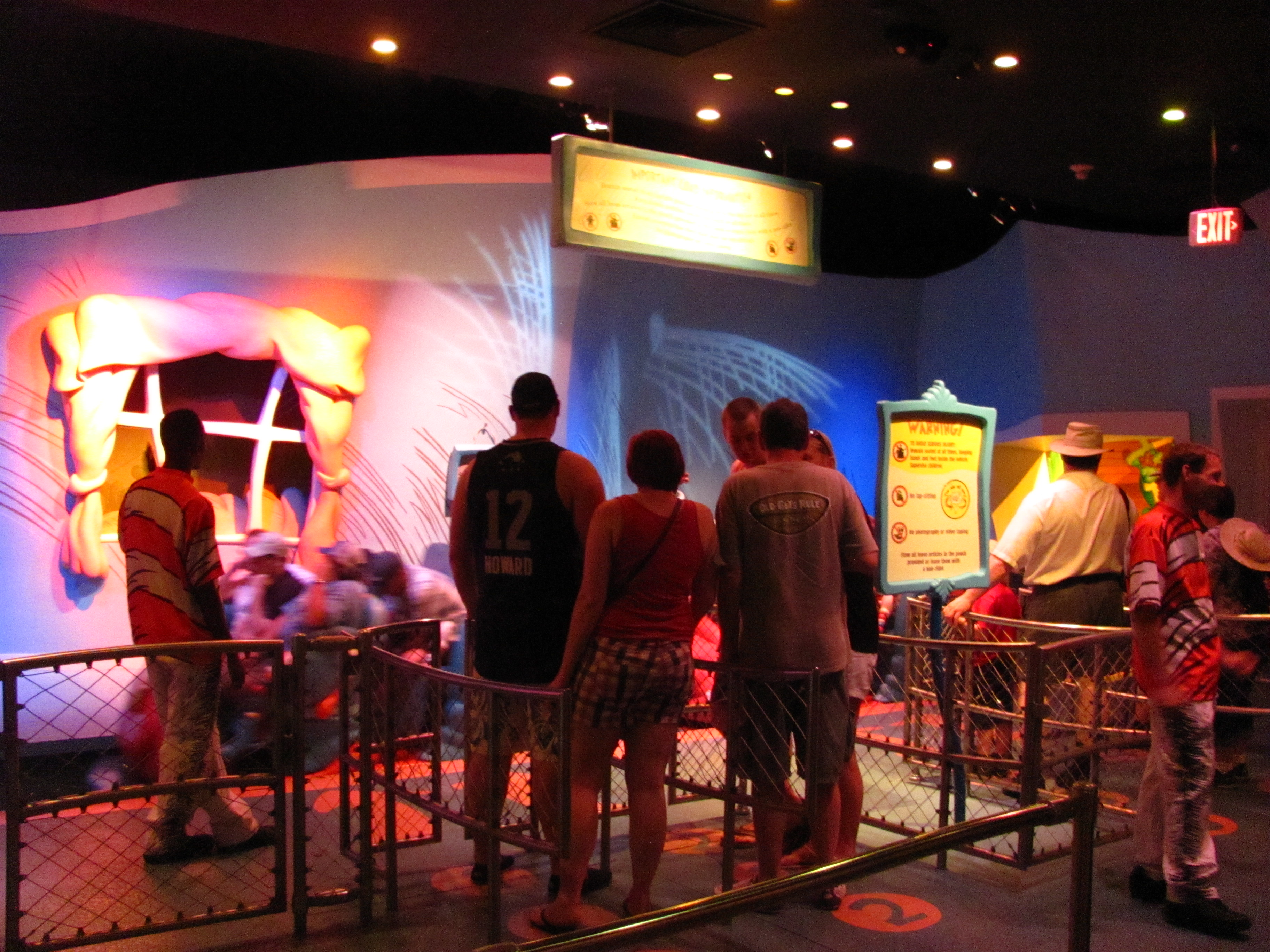
Station
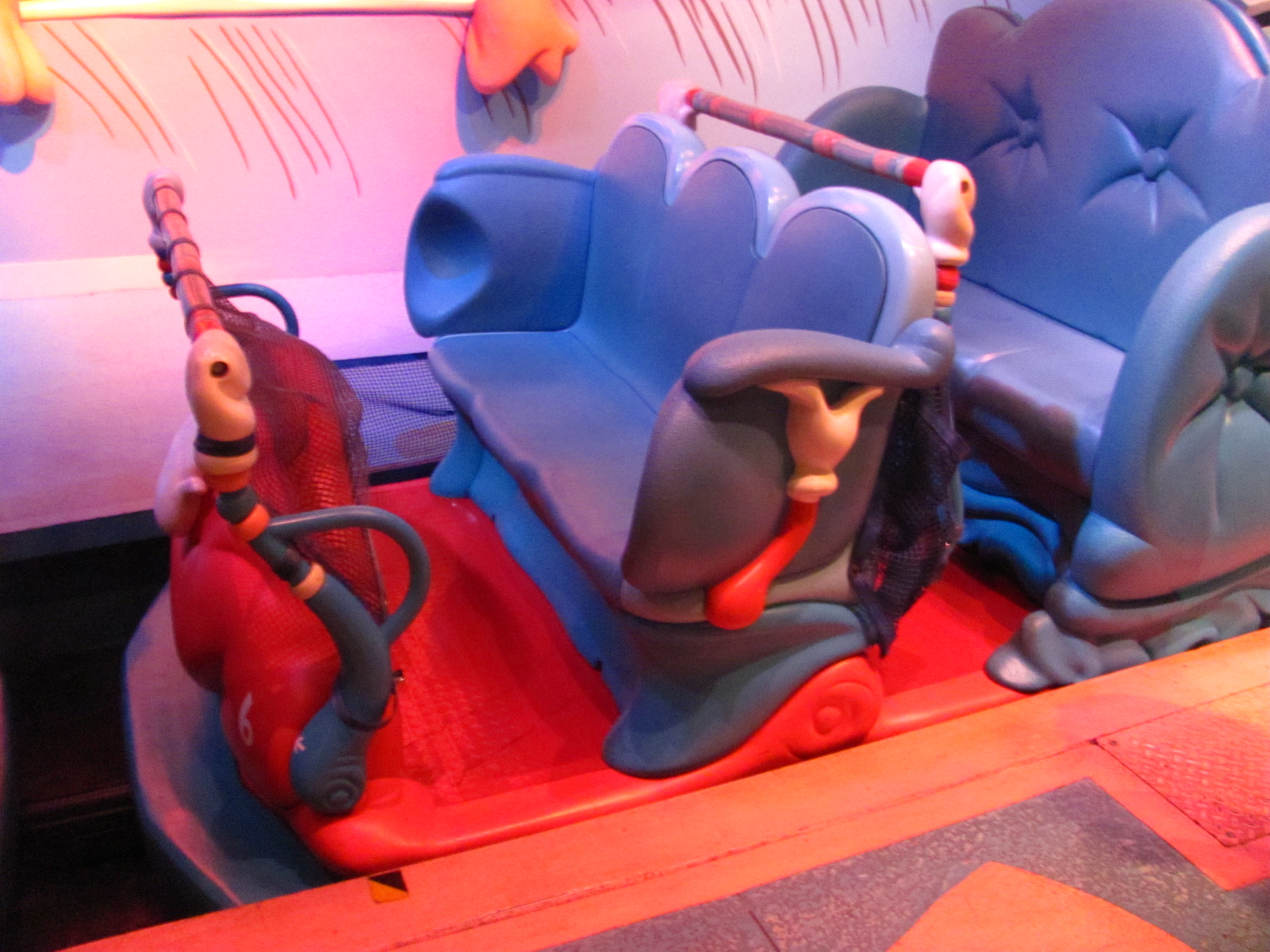
Voertuig
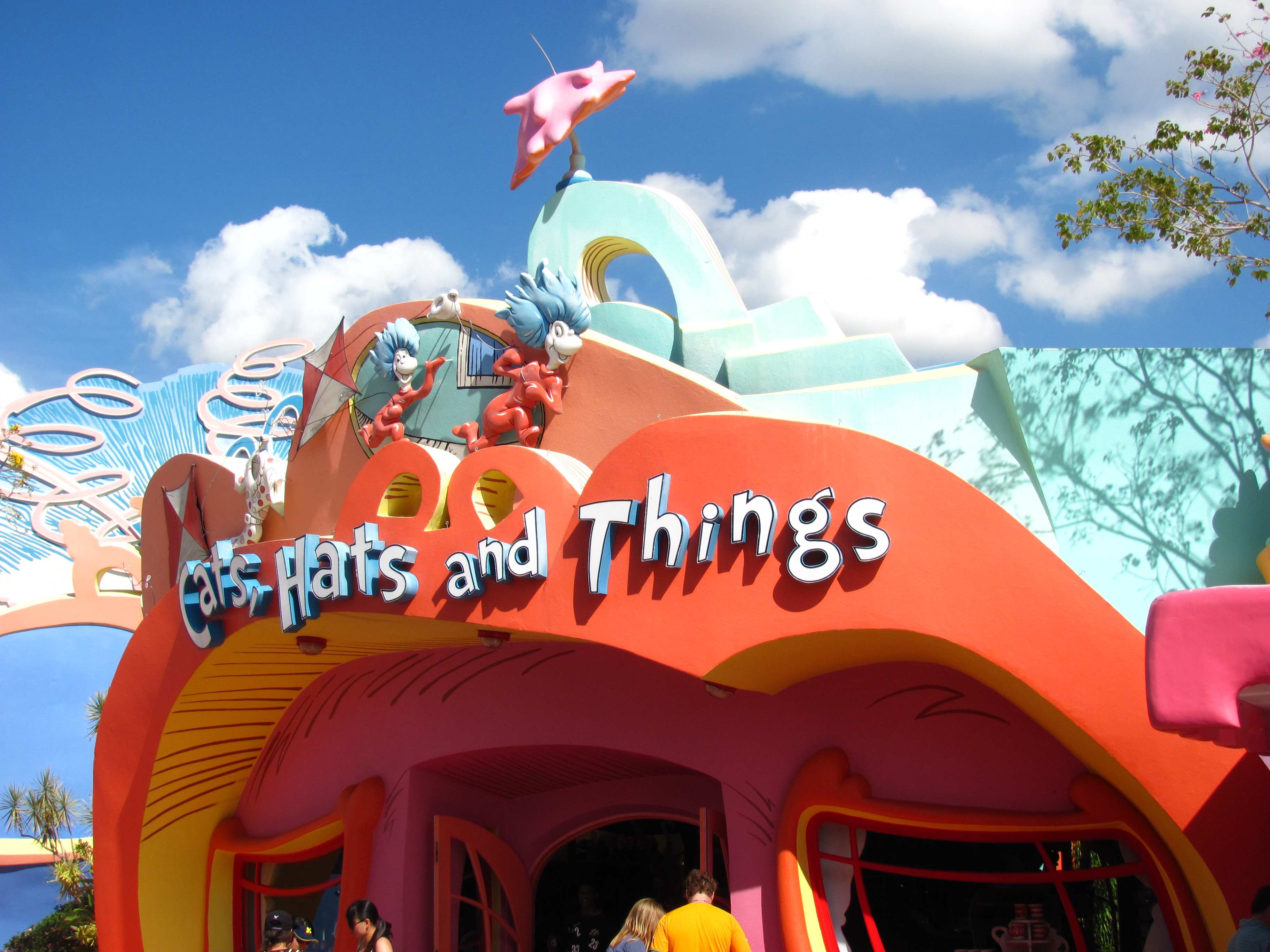
Souvenirwinkel naast de attractie